# Uljanovsk
Uljanovsk (ruski: Улья́новск), bivši Simbirsk (ruski: Симби́рск) je grad na rijeci Volgi u Rusiji. Zemljopisni položaj mu je 54°19′N 48°22′E / 54.317°N 48.367°E.
Ondje su rođeni Lenjin i Aleksandar Kerenski.
Broj stanovnika (2002.): 635.600.
Upravno je središte Uljanovske oblasti.
Grad je utemeljen 1796. Zvao se Simbirsk prije 1924., kada je preimenovan prema Vladimiru Uljanovu, poznatijem kao Lenjin.
Kao zanimljivost iz povijesti, spomenimo da je Simbirsk odbio sve napore Stjenke Razina da ga zauzme.

## Vanjske poveznice
- Slike  Arhivirana inačica izvorne stranice od 5. travnja 2007. (Wayback Machine)